# Barefoot College
Barefoot College (Bosá univerzita) je nevládní organizace sídlící ve vesnici Tilonia v indickém státě Rádžasthán. Je zaměřena na vzdělávání obyvatel rozvojových zemí v oblasti udržitelných technologií. Založil ji v roce 1972 zámožný filantrop Bunker Roy. Organizace používá také název Social Work and Research Centre (Centrum pro sociální práci a výzkum). Její roční rozpočet se pohybuje v přepočtu okolo 56 milionů korun.
Nejznámější studijní program byl spuštěn v roce 1989 a vyučuje se v něm stavba a provoz malých solárních elektráren. Inženýrský diplom zde získalo již 2200 žen z 93 zemí. Dalšími obory jsou zdravotní péče, účetnictví, řemesla, obsluha radiostanic nebo hospodaření s vodou. Škola je určena lidem z chudých poměrů a bez formálního vzdělání, které vybírají místní sociální pracovníci.
Výuka vychází z myšlenek Mahátmy Gándhího o důležitosti soběstačných vesnických komunit. Proto jsou programy zaměřeny především na starší ženy, které neodcházejí do měst za prací. Při výuce se sedí na holé zemi, aby si studenti připadali jako doma. Voda pro kampus se získává jímáním dešťovky.
V roce 2004 získala Barefoot College Tylerovu cenu pro environmentální projekty. O fungování školy byl natočen dokumentární film Solární mámy.